# Perga affinis
Perga affinis – rodzaj błonkówek z rodziny Pergidae.

## Taksonomia
Gatunek ten został opisany w 1882 roku przez Williama Kirby'ego. Jako miejsce typowe podano Tasmanię. Syntypami były samiec i samica. W 1919 roku Francis David Morice opisał gatunek Perga intricans, który w 1939 roku został uznany przez Roberta Bensona za synonim zarówno P. affinis jak i Perga dorsalis. W 1961 roku E. F. Riek opisał dwa podgatunki: 
- P. affinis atrata (miej. typ. Australia Południowa rejon Zatoki Sleaford, holotypem był samiec)[1]
- P. affinis insularis (miej. typ. Wyspa Flindersa, holotypem była samica)[1]

## Zasięg występowania
Australia. Występuje we wsch. części kraju, w stanach Queensland, Nowa Południowa Walia (wraz z Terytorium Stołecznym), Australia Południowa, Wiktoria i Tasmania.

## Biologia i ekologia
Roślinami żywicielskimi są przedstawiciele rodziny mirtowatych z rodzajów Corymbia (C. ficifolia) i eukaliptus (eukaliptus gałkowy, eukaliptus kamaldulski, eukaliptus rózgowaty, eukaliptus wielki, eukaliptus zachodni, E. amygdalina, E. bicostata, E. blakelyi, E. bridgesiana, E. elaeophora, E. goniocalyx, E. haemastoma, E. lansdowneana, E. leucoxylon, E. mannifera,  E. melliodora, E. nicholii, E. nitens, E. obliqua, E. ovata, E. pauciflora, E. polyanthemos, E. rubida i E. sideroxylon).
Znanymi wrogami są muchówki Froggattimyia hirta i Froggattimyia wentworthi (rączycowate), błonkówki Iridomyrmex nitidiceps (mrówkowate), Hypopheltes sp., Mesochorus sp. (gąsienicznikowate) i Taeniogonalos venatoria (przydankowate), chrząszcze z rodzaju Anoplognathus (poświętnikowate), ptaki z rodzin lamparcików i wachlarzówek, a także grzyby Beauveria tenella, Metarhizium anisopliae i Meliphaga sp. z rodziny buławinkowatych.